# Hechenberg
Le Hechenberg est une montagne qui s’élève à 1 943 m d’altitude dans les Karwendel, en Autriche.